# Hermann Achenbach (Geograph)
Hermann Achenbach (* 11. Juli 1937 in Weiden) ist ein deutscher Geograph und emeritierter Hochschullehrer.

## Leben und Tätigkeit
Am 2. April 1963 promovierte Hermann Achenbach an der Naturwissenschaftlichen Fakultät der Universität Würzburg. Das Thema seiner Dissertation lautete Die Halbinsel Cap Bon. Strukturanalyse einer mediterranen Kulturlandschaft in Tunesien. 
Später war er als Professor für Kulturgeographie am Geographischen Institut der Christian-Albrechts-Universität zu Kiel tätig. Schwerpunkte seiner Forschungen sind historische Kulturgeographie, Agrar- und Bevölkerungsgeographie der Maghrebstaaten, Italiens, des Mittelmeer- und Ostseeraumes.
Von 1995 bis 2001 war er wissenschaftlicher Leiter der Schleswig-Holsteinischen Universitäts-Gesellschaft.

## Schriften (Auswahl)
- Die Halbinsel Cap Bon. Strukturanalyse einer mediterranen Kulturlandschaft in Tunesien. Geographisches Institut der Technischen Hochschule Hannover, Geographische Gesellschaft Hannover, 1964.
- Agrargeographische Entwicklungsprobleme Tunesiens und Ostalgeriens. Exemplarische Strukturanalyse ausgewählter Reform- und Traditionsräume zwischen Mittelmeerküste und Nordsahara. Geographische Gesellschaft, Hannover 1971.
- Bozen. Bevölkerungsdynamik und Raumgliederung einer zweisprachigen Stadt. In: Die Erde. 106, 1975, S. 152–173 (Digitalisat).
- Nationale und regionale Entwicklungsmerkmale des Bevölkerungsprozesses in Italien. Kiel 1981.

## Ehrungen
- 2008 Silberne Universitätsnadel der Universität Kiel[1]